# Сё Гэн
Сё Гэн (尚元, 1528—1572) — 5-й король королевства Рюкю (1556—1572). Его называли «Гэн, немой». Король нуждался в значительной поддержке со стороны Саншикан (Совет трех чиновников), главного совета королевских советников. Его правление ознаменовало начало демонстрации Советом значительно большей эффективности и действенности, чем раньше.
Сё Гэн получил официальную инвеституру от двора Мин в 1562 году и принял эмиссаров из клана Симадзу японской провинции Сацума в 1570 и 1572 годах.
Симадзу хотел установить контроль над Рюкю, сделав их либо данником, либо вассалом. Королевство сопротивлялось инициативам Симадзу, и небольшая карательная миссия, начатая Симадзу, вызвала небольшую стычку на острове Амами Осима в 1571 году, хотя рюкюанцы победили их.
В конце XVI века торговля в Рюкю пришла в упадок. Ученые полагают, что на то были две причины. Первая: Китай открывает свой морской путь для иностранцев (европейских торговцев). Вторая: слабость военного флота Рюкю. Они не могли защитить торговые корабли от нападений морских пиратов. Рюкю перестал быть монополистской державой. Последным морским торговым партнером был Сиам (до 1570 года)
Он был вторым сыном короля Сё Сэя, которому он наследовал, а ему, в свою очередь, наследовал его второй сын, Сё Эй.